# Торан-Гльєр
Тора́н-Гльєр, Торан-Ґльєр (фр. Thorens-Glières) — колишній муніципалітет у Франції, у регіоні Овернь-Рона-Альпи, департамент Верхня Савоя. Населення — 3163 осіб (2011).
Муніципалітет був розташований на відстані близько 440 км на південний схід від Парижа, 115 км на схід від Ліона, 13 км на північний схід від Ансі.

## Історія
До 2015 року муніципалітет перебував у складі регіону Рона-Альпи. Від 1 січня 2016 року належав до нового об'єднаного регіону Овернь-Рона-Альпи.
1 січня 2017 року Торан-Гльєр, Ав'єрно, Евір, Лез-Ольєр i Сен-Мартен-Бельвю було об'єднано в новий муніципалітет Фійєр.

## Демографія
Динаміка населення (Ehess і INSEE ):
Розподіл населення за віком та статтю (2006):
| Стать | Всього | До 15 років | 15-24 | 25-44 | 45-64 | 65-85 | Понад 85 |
| --- | ------ | ----------- | ----- | ----- | ----- | ----- | -------- |
| Чоловіки | 1516   | 333         | 171   | 476   | 402   | 121   | 13       |
| Жінки | 1411   | 325         | 131   | 479   | 301   | 159   | 16       |
| \| Статево-вікова піраміда \| Статево-вікова піраміда \| Статево-вікова піраміда \| \| ----------------------- \| ----------------------- \| ----------------------- \| \| Чоловіки \| Вік \| Жінки \| \| 13 \| 85 + \| 16 \| \| 28 \| 80-84 \| 33 \| \| 36 \| 75-79 \| 49 \| \| 36 \| 70-74 \| 41 \| \| 21 \| 65-69 \| 36 \| \| 52 \| 60-64 \| 36 \| \| 105 \| 55-59 \| 85 \| \| 125 \| 50-54 \| 80 \| \| 120 \| 45-49 \| 100 \| \| 159 \| 40-44 \| 159 \| \| 156 \| 35-39 \| 148 \| \| 109 \| 30-34 \| 124 \| \| 52 \| 25-29 \| 48 \| \| 44 \| 20-24 \| 64 \| \| 127 \| 15-20 \| 67 \| \| 119 \| 10-14 \| 115 \| \| 139 \| 5-9 \| 115 \| \| 75 \| 0-4 \| 95 \| |        |             |       |       |       |       |          |
| Статево-вікова піраміда |        |             |       |       |       |       |          |
| Чоловіки | Вік    | Жінки       |       |       |       |       |          |
| 13 | 85 +   | 16          |       |       |       |       |          |
| 28 | 80-84  | 33          |       |       |       |       |          |
| 36 | 75-79  | 49          |       |       |       |       |          |
| 36 | 70-74  | 41          |       |       |       |       |          |
| 21 | 65-69  | 36          |       |       |       |       |          |
| 52 | 60-64  | 36          |       |       |       |       |          |
| 105 | 55-59  | 85          |       |       |       |       |          |
| 125 | 50-54  | 80          |       |       |       |       |          |
| 120 | 45-49  | 100         |       |       |       |       |          |
| 159 | 40-44  | 159         |       |       |       |       |          |
| 156 | 35-39  | 148         |       |       |       |       |          |
| 109 | 30-34  | 124         |       |       |       |       |          |
| 52 | 25-29  | 48          |       |       |       |       |          |
| 44 | 20-24  | 64          |       |       |       |       |          |
| 127 | 15-20  | 67          |       |       |       |       |          |
| 119 | 10-14  | 115         |       |       |       |       |          |
| 139 | 5-9    | 115         |       |       |       |       |          |
| 75 | 0-4    | 95          |       |       |       |       |          |

## Економіка
2010 року серед 2100 осіб працездатного віку (15—64 років) 1606 були активними, 494 — неактивними (показник активності 76,5%, у 1999 році було 68,7%). З 1606 активних мешканців працювало 1506 осіб (777 чоловіків та 729 жінок), безробітними було 100 (53 чоловіки та 47 жінок). Серед 494 неактивних 197 осіб було учнями чи студентами, 149 — пенсіонерами, 148 були неактивними з інших причин.

У 2010 році в муніципалітеті числилось 1126 оподаткованих домогосподарств, у яких проживали 2964,0 особи, медіана доходів виносила 23 134 євро на одного особоспоживача